# سوي لين
سوي لين (26 أكتوبر 1997 في الصين - ) هو لاعب كرة قدم صيني في مركز الدفاع.

## وصلات خارجية
- سوي لين على موقع قاعدة بيانات كرة القدم.إي يو (الإنجليزية)
- سوي لين على موقع Soccerway.com (الإنجليزية)